# 예수의 언어
학자들 견해에 의하면, 역사 속 예수가 지구에서 썼던 말은 아람어이며, 논란의 여지가 있지만 약간의 히브리어와 코이네 그리스어도 썼다고 한다. 예수가 살았던 마을인 나사렛과 가버나움에서 아람어를 사용했으며, 당시 히브리어로만 되어 있던 히브리 성서(구약성서)를 이야기했으므로 히브리어를 알았을 테고, 거기에서 멀지 않은 세포리스에서 활동하던 목수로서 코이네 그리스어 지식이 있었을 것으로 추정된다.
여기서는 예수가 사용했거나 관련된 아람어 어휘에 주목한다.

## 아람어 단어
- 탈리타 쿰(Ταλιθα κουμ) 또는 달리다굼
- 엡파타(Εφφαθα) 또는 에바다
- 아바(Αββα) 또는 압바
- 라카(Ρακα) 또는 라가
- 맘몬(Μαμωνας)
- 라보니(Ραββουνει)
- 마라나 타(μαρανα θα)
- 엘리 엘리 레마 사박타니(Ηλει Ηλει λεμα σαβαχθανει) 또는 엘리 엘리 라마 사박다니
- 욧과 티틀(ἰῶτα ἓν ἢ μία κεραία) (일점 일획으로 번역)
- 고르바나스(κορβανας) 또는 고르반
- 시케라(σικερα)
- 호산나(ὡσαννά)

## 아람어 이름
- 보아너게스(Βοανηργες) 또는 보아너게
- 케파스(Κηφας) 또는 게바
- 토마스(Θωμας) 또는 도마
- 타비타(Ταβειθα) 또는 다비다

## 같이 보기
- 예수의 인종과 모습
- 셈어파